# Латвийская спортивно-педагогическая академия
Латвийская спортивно-педагогическая академия (латыш. Latvijas Sporta pedagoijijas akadēmija) — латвийское государственное высшее учебное учреждение в Риге.

## История
6 сентября 1921 года Кабинет министров Латвии принял решение о создании латвийского института физического воспитания. Обучение в институте продолжалось 2 года и включало 1 400 часов теоретических и практических занятий. При подготовке специалистов акцент делался на их практической подготовке, составлявшей 65 % всего обучения. Институт был закрыт в 1925 году, и за 5 лет его существования (1921—1925) было аттестовано 79 преподавателей гимнастики.
2 октября 1926 года в Латвийском университете был открыт институт физического воспитания. Продолжительность обучения составляла 3 года. За время своей деятельности (1929—1940) институт подготовил 189 специалистов по физической культуре, из них 179 получили диплом об успешном окончании института, а 10 — справку об обучении. Институт прекратил свое существование в 1940 году.
После Второй мировой войны, в 1946 году начал свою работу Латвийский государственный институт физической культуры. В 1959 году был построен учебно-спортивный комплекс по улице Бривибас, 333. На 1 января 1960 года на 13 кафедрах обучалось 637 студентов, было подготовлено 925 специалистов с высшим физкультурным образованием. Из 63 преподавателей 9 имели ученые степени и звания, 12 — звание «Мастер спорта СССР», преподаватели были авторами свыше 200 методических и научных работ. В состав института кроме учебных аудиторий входили лаборатории, спортивные залы, стадион, библиотека на более чем 57 тысяч книг.
В 1982 году было построено ещё одно здание для учебно-спортивных баз, а в 1986 году — зал лёгкой атлетики. За время существования институт подготовил 5 522 специалиста с высшим образованием и 151 со средним специальным. 5 ноября 1991 года Министерство образования Латвийской Республики изменило название учреждения на латвийскую спортивно-педагогическую академию.
В период с 1921 по 2017 годы учебное заведение закончили 10 272 специалиста.

## Руководители академии
Руководители:
- Ivans Lazurka (1945—1946);
- Jevgeņijs Sretenskis (1946—1951);
- Nikolajs Neļga (1951—1958);
- Aleksis Ailis (1958—1960);
- Jurijs Berdičevskis (1960, 1962);
- Andrejs Eļvihs (1960—1962);
- Vladimirs Maksimovs (1962—1982);
- Ilgvars Forands (1982—1988);
- Uldis Grāvītis (1988—2008);
- Jānis Žīdens (2008—2019);
- Juris Grants (с 2019).

## Структура академии
4 теоретические кафедры-направления (анатомия, спортивная медицина, теория спорта, спортивный менеджмент) и 5 практических направлений (лыжи, спортивные игры, тяжёлая атлетика, лёгкая атлетика, гимнастика).